# Stachys recta
Stachys recta L.  è una pianta comune appartenente alla famiglia delle Labiatae (Lamiaceae).

## Etimologia
Il nome scientifico del genere Stachys deriva dal greco stakhys, che significa spiga, e si riferisce alla forma delle infiorescenze di questa piante.

## Descrizione
Pianta perenne alta dai 20 ai 40 cm; fusto ascendente, gracile e ramoso in alcuni punti peloso; foglie irsute ed opposte a margine poco dentellato dalla forma oblanceolata (Ob. prefisso che significa "a rovescio") - spatolata; infiorescenza allungata con 6 - 12 fiori distanziati disposti in verticilli; calice verde dritto con 5 denti aristati pungenti; corolla giallo-biancastra, con labbro superiore appuntito e labbro inferiore allungato con screziature brune.

## Habitat
Fiorisce da maggio ad agosto su pascoli aridi, sassosi, su substrati preferibilmente secchi, perlopiù calcarei e caldi d'estate.

## Tradizioni popolari
Pianta famosa dall'antichità come erba medicinale utile per abbassare la febbre e guarire le ferite.
In Toscana è conosciuta popolarmente come "Erba della paura" perché si riteneva che potesse lavare via le paure ai bambini aggiungendo il decotto all'acqua del bagno.